# تپه بیژگرد ۱ و محوطه مجاور
تپه بیژگرد ۱ و محوطه مجاور مربوط به دوران پس از اسلام است و در شهرستان بروجن، بخش گندمان، روستای بیژگرد واقع شده و این اثر در تاریخ ۸ مرداد ۱۳۸۱ با شمارهٔ ثبت ۶۰۰۵ به‌عنوان یکی از آثار ملی ایران به ثبت رسیده است.